# 第二代德納姆男爵伯特拉姆·鮑耶
第二代德納姆男爵伯特拉姆·斯坦利·米特福德·鮑耶，KBE，PC（1927年10月3日—2021年12月1日），是英国保守黨籍政治人物，曾先後為五任首相供職，曾有兩年多的時間為上議院中最資深的議員。

## 生平
德納姆勳爵生於第一代德納姆男爵的家族，是家中幼子，因兄長在第二次世界大战喪生，所以父親1948年去世後，以21之齡繼承爵位，是為第二代德納姆男爵。另外，其血親第九代德納姆廷的鮑耶從男爵和第五代拉德利的鮑耶從男爵喬治·亨利·鮑耶爵士（Sir George Henry Bowyer）於1950年離世，他亦得以繼承了其中一個從男爵位，是為第十代德納姆廷的鮑耶從男爵。
他在伊顿公学及剑桥大学国王学院接受教育，其後於繼承爵位後一年履新上議院議員。1961年起，在保守黨執政時，於哈羅德·麥美倫、亞歷克·道格拉斯-休姆以及爱德华·希思的政府中擔任上議院黨鞭。1971年，獲希思晉升至上議院副首席黨鞭，直至1974年哈羅德·威爾遜重新上台。1979年，玛格丽特·撒切尔帶領保守黨成功拜相，委任德納姆勳爵為上議院首席黨鞭，一直任職至约翰·梅杰上任後一年才離開政府，任期長達十二年。
隨著《1999年上議院法令》生效，所有世襲貴族失去自動獲予上議員議席的權利，但成功當選世襲貴族互選的92個議席之一。2018年，前任北約秘書長卡靈頓勳爵逝世，德納姆勳爵成為上議院連續服務任期最長的議員，直至2021年退休
。

## 寫作生涯
以筆名「伯蒂·德納姆」（Bertie Denham）執筆，共創作四本推理小說。同時亦是偵探作家俱樂部成員，曾為俱樂部2020年的精選集撰稿。
- 《失去影子的人》（The Man Who Lost His Shadow，1979年）
- 《瑟德與瑟德》（Two Thyrdes，1983年）
- 《獵狐》（Foxhunt，1983年）
- 《黑杖》（Black Rod，1997年）

## 榮譽
- 樞密院顧問官[6]
- 大英帝國爵級司令勳章[7]